# Johan Grüner
Johan Grüner, född 5 juni 1688 i Stockholm, död 26 januari 1768 i Hölö socken, Södermanlands län, var en svensk militär.

## Biografi
Johan Grüner föddes 1688 i Stockholm. Han var son till envoyén Johan Didrik Grüner och Maria de Rolingk. Grüner blev 26 oktober 1701 student vid Uppsala universitet och 1705 kammarskrivare i Kammarkollegium. Han blev 6 november 1709 kornett vid Livregementet till häst, 5 september 1710 löjtnant, 27 november 1711 regementskvartermästare, 17 december 1717 sekundryttmästare och 6 april 1718 premiärryttmästare. Grüner adlades Grüner 6 april 1720 och introducerades i Sveriges Riddarhus 3 december 1723 som nummer 1763. Han fick 7 januari 1747 avsked som överstelöjtnant och blev 4 december 1751 riddare av Svärdsorden. Grüner avled 1768 på Lida i Hölö socken.

### Familj
Grüner gifte sig första gången 12 mars 1708 i Stockholm med Helena Margareta Stålhandske (1684–1712), som var dotter till bankokommissarien Hans Stålhandske och friherrinnan Beata Meijendorff von Yxkull. De fick tillsammans barnen överstelöjtnanten Johan Gabriel Grüner (1708–1782) vid Livregementet till häst och överstelöjtnanten Hans Axel Grüner (1711–1781) vid Volontärregementet. Grüner gifte sig andra gången med Anna Christina Silfversparre (1687–1741), vilken var dotter till landshövdingen Arent Carl Silfversparre och friherrinnan Ingeborg Stake. De fick tillsammans barnen löjtnanten Harald Gustaf Grüner (1721–1806) vid Södermanlands regemente, Johanna Magdalena Grüner (född 1722), Inga Maria Grüner (1723–1784), Carl Adolf Grüner (död 1725) och löjtnanten Carl Adolf Grüner (1729–1808) vid Livregementet till häst. Grüner gifte sig tredje gången med friherrinnan Sigrid Jakobina Cronhielm (1696–1753), vilken var dotter till assessorn Jakob Cronhielm och Sigrid Christina Klingstedt samt änka efter överstelöjtnanten Tomas Clerck.